# Trigonia costanensis
Trigonia costanensis là một loài thực vật có hoa trong họ Trigoniaceae. Loài này được Steyerm. & Badillo miêu tả khoa học đầu tiên năm 1971.